# Stenshuvud
Stenshuvud es una colina de 390 hectáreas, situada en la costa este de la provincia sueca de Escania y bañada por el mar Báltico.
Stenshuvud es desde 1986 uno de los 28 parques nacionales de Suecia. El parque está abierto todos los días del año y la entrada es gratuita. 
A la entrada principal del parque se puede llegar en coche. También hay una entrada en el norte del parque. Hay varias sendas construidas que permiten llegar a la cumbre del parque, que se encuentra a 97 metros de altura.
En la parte alta de la colina se encuentran diversos vestigios de la época de las invasiones bárbaras, como por ejemplo, los restos del único castro de Escania, que data del siglo V.
En días claros, se divisa al sur la isla danesa de Bornholm.